# Sphaeromonas communis
Sphaeromonas communis är en svampart som beskrevs av E. Liebet. 1910. Sphaeromonas communis ingår i släktet Sphaeromonas, klassen Chytridiomycetes, divisionen pisksvampar och riket svampar.   Inga underarter finns listade i Catalogue of Life.